# Eve (cantante giapponese)
Eve, reso graficamente E ve (23 maggio 1995), è un cantautore giapponese.

## Carriera
La sua carriera inizia quando nel 2009 caricò la sua prima cover sul popolare sito web giapponese di video sharing Nico Nico Douga. Successivamente fa parte dei gruppi “einie” dal 2012 al 2013 e “Riot of color” dal 2014 al 2015.
Dopo aver realizzato due album autoprodotti, attraverso un'etichetta discografica indipendente pubblica il suo primo album OFFICIAL NUMBER ad ottobre del 2016, mentre a dicembre del 2016 rilascia Bunka, in cui tutte le canzoni sono scritte e composte da lui stesso.
Nel 2019 debutta con la casa discografica Toy’s Factory, pubblicando l’album Otogi. Nello stesso anno realizza “Yamiyo” (sigla di chiusura per l’anime Dororo) e nel 2020 “Kaikai Kitan” (sigla d'apertura dell’anime Jujutsu Kaisen), e le canzoni “Ao no Waltz” e “Shinkai” (colonna sonora del film Josee, the Tiger and the Fish).
A febbraio del 2020 esce il suo quarto album Smile, che raggiunge la seconda posizione nella classifica settimanale di Oricon. Ad aprile inizia la pubblicazione sulla rivista Monthly Comic Gene del manga Kara no Kioku, di cui Eve scrive la storia.

## Discografia

### Album
| Anno | Titolo          | Classifiche |
| Anno | Titolo          | JPN         |
| ---- | --------------- | ----------- |
| 2014 | Wonder Word     | -           |
| 2015 | Round Robin     | -           |
| 2016 | OFFICIAL NUMBER | 35          |
| 2017 | Bunka           | 14          |
| 2019 | Otogi           | 6           |
| 2020 | Smile           | 2           |
| 2022 | Kaizin          | 4           |
| 2024 | Under Blue      | -           |

### EP
| Anno | Titolo                     | Classifiche |
| Anno | Titolo                     | JPN         |
| ---- | -------------------------- | ----------- |
| 2020 | Kaikai Kitan / Ao no Waltz | 3           |
| 2021 | Gunjo Sanka / Yuseiboushi  | 3           |

## Video musicali
| Anno | Titolo                    | Diretto da             | Note                  |
| ---- | ------------------------- | ---------------------- | --------------------- |
| 2016 | Demon Dance Tokyo         | Mah Hirano             | [ 11 ]                |
| 2016 | Sister                    | Avogado6               | [ 12 ]                |
| 2017 | Nonsense Bungaku          | Mah Hirano             | [ 13 ]                |
| 2017 | Ano Ko Secret             | Sayuri Okamoto         | [ 14 ]                |
| 2017 | Dramaturgy                | Mah Hirano             | [ 15 ]                |
| 2017 | Oki ni Mesu Mama          | Waboku                 | [ 16 ]                |
| 2018 | Outsider                  | Mah Hirano             | [ 17 ]                |
| 2018 | Tokyo Ghetto              | Waboku                 | [ 18 ]                |
| 2018 | Ambivalent                | Sayuri Okamoto         | [ 19 ]                |
| 2018 | Last Dance                | Mah Hirano             | [ 20 ]                |
| 2019 | Bokura mada Underground   | Nobutaka Yoda          | [ 21 ]                |
| 2019 | Kimi ni Sekai             | Nobutaka Yoda          | [ 22 ]                |
| 2019 | Yamiyo                    | - Mah Hirano, - Waboku | [ 23 ]                |
| 2019 | Baumkuchen End            | Waboku                 | [ 24 ]                |
| 2019 | Raison d'etre             | Ryū Nakayama           | [ 25 ]                |
| 2020 | Heart Forecast            | Nobutaka Yoda          | [ 26 ]                |
| 2020 | LEO                       | Mah Hirano             | [ 27 ]                |
| 2020 | Hakugin                   | Ryōsuke Sawa           | [ 28 ]                |
| 2020 | Inochi no Tabekata        | Mariyasu               | [ 29 ]                |
| 2020 | Yakusoku                  | Ken Yamamoto           | [ 30 ]                |
| 2020 | Kaikai Kitan              | Yūichirō Saeki         | [ 31 ]                |
| 2020 | Shinkai                   | Mariyasu               | [ 32 ]                |
| 2021 | Heikousen                 | Nobutaka Yoda          | Con suis di Yorushika |
| 2021 | Yoruwahonoka              | Zemyata                | [ 34 ]                |
| 2021 | Yuseiboushi               | niL                    | [ 35 ]                |
| 2021 | Gunjo Sanka               | Kukka                  | [ 36 ]                |
| 2021 | Aisai                     | Glens sou              | [ 37 ]                |
| 2022 | Taikutsu wo Saienshinaide | Waboku                 | [ 38 ]                |
| 2022 | YOKU                      | Mai Yoneyama           | [ 39 ]                |

## Filmografia
- Josée, la tigre e i pesci (Joze to Tora to Sakanatachi), regia di Kotaro Tamura (2020) - colonna sonora (Shinkai e Ao no Waltz)

## Premi e riconoscimenti
| Anno | Cerimonia                 | Premio                   | Lavoro nominato         | Risultato       |
| ---- | ------------------------- | ------------------------ | ----------------------- | --------------- |
| 2020 | Space Shower Music Awards | BEST BREAKTHROUGH ARTIST |                         | Candidato/a     |
| 2020 | Space Shower Music Awards | BEST ANIMATION VIDEO     | We're Still Underground | Vincitore/trice |
| 2021 | MTV EMA 2021              | Best Japan Act           |                         | Candidato/a     |
| 2022 | Space Shower Music Awards | BEST SOLO ARTIST         |                         | Candidato/a     |